# Can Forner
Can Forner és un monument del municipi de Santa Coloma de Farners (Selva) inclòs en l'Inventari del Patrimoni Arquitectònic de Catalunya.

## Descripció
Es tracta d'un edifici cantoner de planta rectangular, dues plantes, golfes i un cos central més alt. La coberta dels dos laterals és de dos tremujals i la del cos central a dos vessants a laterals, tota ella amb ràfec sostingut per mènsules. La façana més ampla, que dona al carrer de la Creu, presenta obertures rectangulars amb trencaaigües. Les centrals del primer pis i el cos elevat són trigeminades i les de les golfes d'arc de mig punt. La façana de l'esquerra, que correspon al carrer Dalmau, té la porta d'accés i una finestra a la planta baixa, dues portes amb balcons amb barana de ferro i tres obertures d'arc de mig punt a les golfes. Totes les obertures de la planta baixa estan protegides amb reixa de ferro forjat.

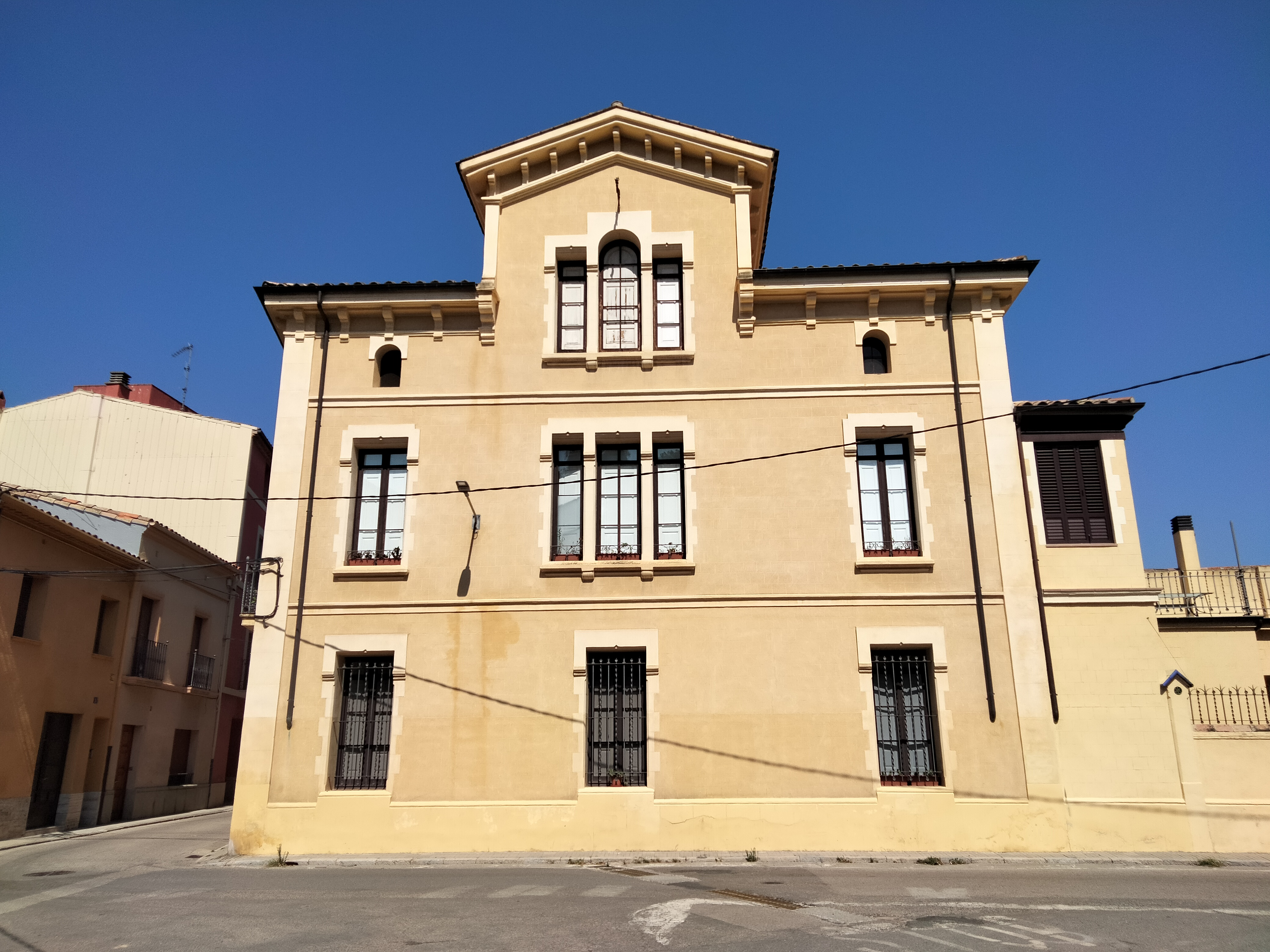
Façana que dona al carrer de la Creu

L'interior de la casa està totalment reformat i adaptat a l'ús d'oficines tot i que s'han conservat elements de l'edifici original com el paviment de rajola hidràulica.
Cal destacar que la façana lateral dreta mostra una galeria amb tancament de persianes de fusta al primer pis i un jardí tancat, que a diferència de la resta de l'edifici no s'ha restaurat. Això fa pensar que possiblement aquesta part no pertany als mateixos propietaris.

## Història
L'edifici ha sofert una reforma durant la segona meitat del segle XX que respecta els elements originals i s'han afegit les reixes de ferro de la planta baixa. L'annex de la galeria no s'ha restaurat.